# Дутка Ганна Яківна
Ганна Яківна Дутка (нар. 18 лютого 1962, с. Росохач, Україна) — український науковець, педагог. Кандидат педагогічних наук, доцент.

## Життєпис
Ганна Яківна Дутка народилася 18 лютого 1962 року в селі Росохач Чортківського району Тернопільської області України.
Закінчила у м. Львів обліково-кредитний технікум (1981), університет (нині національний університет). Працювала на різних посадах у Львівському обліково-кредитному технікумі.
Від 2007 — директор Львівського інституту банківської справи Університету банківської справи НБУ.

## Нагороди
- грамота Львівського обласного управління освіти,
- знак «Відмінник освіти»,
- ювілейна медаль зі срібла «Національний банк України»,
- пам'ятний знак — ювілейна медаль зі срібла «Львівський банківський інститут».